# Giovanni Valentino Gentile
Giovanni Valentino Gentile est un humaniste italien, né à Cosenza (Italie) en 1520 et mort à Berne en 1566. 

## Biographie
Il embrassa les doctrines antitrinitaires de son compatriote Socin, lesquelles ne sont autres que celles d’Arius, qui ne reconnaissent qu’une seule personne en Dieu, et n’admettent pas la divinité de Jésus-Christ. Il dut s'enfuir d'Italie et se réfugia à Genève. Mais là même il fit scandale et épouvanta les croyants protestants par la hardiesse de ses doctrines. Le consistoire crut devoir rédiger un formulaire de foi (1558), auquel le novateur souscrivit par prudence, tout en continuant sa propagande antitrinitaire. Arrêté pour ce fait et convaincu d’avoir manqué à sa parole, il fut condamné à faire amende honorable. Mené devant l’hôtel de ville de Genève, en chemise, une torche de cire jaune à la main, il parcourut la cité, précédé d’un trompette. Gentilis dut brûler ensuite de sa main ses écrits sociniens.
Il s'enfuit de nouveau et se rendit à Berne, à Lyon, puis en Dauphiné et en Savoie. Inquiété partout à cause de ses opinions, il revint sur le sol bernois et, là, fut mis en prison. Relâché bientôt, il publia une profession de foi franchement socinienne. Après un autre emprisonnement, cette fois à Lyon, il jugea prudent de partir pour la Pologne, rendez-vous des sociniens ; mais là, il trouva la discorde, la division, et se vit obligé d’obéir à un édit du roi, qui chassait du pays les nouveaux étrangers.
Gentilis s’était retiré en Autriche, après avoir passé par la Moravie, quand il apprit la mort de Calvin et il crut pouvoir revenir sans danger à Genève. Étant allé voir le bailli de Gex, il lui demanda la permission de soutenir en public la doctrine antitrinitaire, et d’ouvrir une conférence contre les pasteurs et le consistoire. Le magistrat irrité lui répondit en le renvoyant en prison (11 juin 1566). Traduit devant le tribunal de Berne, Gentilis fut condamné à être décapité pour avoir opiniâtrement et contre son serment attaqué le mystère de la Trinité.

## Source
- « Giovanni Valentino Gentile », dans Pierre Larousse, Grand dictionnaire universel du XIXe siècle, Paris, Administration du grand dictionnaire universel, 15 vol., 1863-1890 [détail des éditions].